# Rutilio Manetti

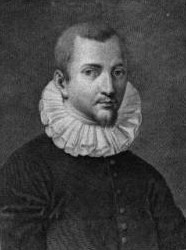
Portret van Rutilio Manetti door Pietro Antonio Pazzi, 1750

Rutilio Manetti of voluit Rutilio di Lorenzo Manetti (Siena, 1570 – aldaar, 22 juli 1639), was een Italiaanse schilder, graveur, tekenaar en uitgever die geboren werd in Siena in 1570. Hij werkte hoofdzakelijk in die stad, maar ook onder meer in Pisa, Florence en Pavia. Rutilio was een van de belangrijkste Toscaanse schilders uit de eerste decennia van de 17e eeuw.

## Biografische elementen
Hij was de zoon van de kleermaker Lorenzo di Iacopo en werd in Siena gedoopt op 1 januari 1571. Zijn geboortejaar wordt dan ook meestal als 1571 opgegeven. Over de eerste vijfentwintig jaar van zijn leven is er geen documentatie teruggevonden, maar volgens de biograaf Giulio Mancini studeerde hij in Siena bij Francesco Vanni en diens halfbroer Ventura Salimbeni, twee schilders die werkten in de stijl van het late maniërisme en sterk waren beïnvloed door het werk van Federico Barocci.
Op 7 mei 1601 trad hij in het huwelijk met Lisabetta, dochter van Annibale Panducci, een pottenbakker. Op 15 maart 1605 werd hun eerste zoon Giacomo gedoopt. Giacomo stierf kort na zijn eerste verjaardag. Op 8 januari 1609 kregen ze een tweede zoon die ze Domenico noemden en die leerde schilderen bij zijn vader en verder met hem zou samenwerken. Rutilio stierf op 22 juli 1639 in Siena en werd er begraven in de dom.

## Werk
Zijn eerste werken waren twee fresco cycli over het leven van de heilige Catharina, die hij maakte voor de raadzaal van het Palazzo Pubblico, gedateerd op oktober 1597. Hij schilderde ook twee verhalen over de Sienese bisschop Antonio Piccolomini in 1598. Die werken geven belangrijke informatie over de stijlontwikkeling van Rutilio op het moment dat hij zijn plaats moest veroveren in de Sienese kunstwereld. De fresco’s, geschilderd op de gewelven en de lunettes van de zaal, werden besteld door de Capitano del Popolo. Ze waren gewijd aan belangrijke gebeurtenissen in de geschiedenis van de Republiek Siena en waren een bijzondere opdracht in het laatste decennium van de 16e eeuw in Siena, waar naast Rutilio ook andere kunstenaars bij betrokken waren zoals Francesco Vanni, Ventura Salimbeni en Sebastiano Folli.
Tussen 1599 en 1600 schilderde hij een processievaandel voor de kerk van San Giovannino in Pantaneto in Siena met een afbeelding van het Doopsel van Christus op een zijde en Jezus die als kind Johannes de Doper zegent. Op basis hiervan werden tussen 1599 en 1649 dertien werken gemaakt over hetzelfde onderwerp door verschillende schilders die langs beide zijden in de kerk werden opgehangen. De twee zijden van de processiestandaard werden gescheiden en opgehangen boven het hoofdaltaar en op de linker zijwand van de kerk. In 1639 werd Het doopsel van Christus herwerkt door Rutilio Manetti en zijn atelier, er werden figuren aan toegevoegd.
Omstreeks 1600 schilderde hij een gonfalone en een processiestandaard voor de Compagnia di San Antonio Abate, waarvan hij zelf lid was. Op 28 oktober 1604 kreeg hij van dezelfde Compagnia een opdracht voor het schilderen van een lunette op doek voor hun kerk. Ook dit werk werd vervolledigd met een reeks werken over het leven van de heilige Antonius, die langs de muren van de kerk werden opgesteld.
Tussen 1605 en 1610 schilderde hij een reeks fresco’s voor de San Rocco kerk. Deze fresco’s zijn bij uitstek een voorbeeld van de stijl waarin de meester tot 1610 zou werken. Hij was een meester in de compositorische en vertellende religieuze kunst met een grote figuratieve articulatie en helderheid. In 1605 begon hij met verhalen over de kindertijd van de heilige Rochus op de muren en op het eerste gewelf. De fresco’s zijn gesigneerd en gedateerd. In 1606 schilderde hij de begrafenis van Rochus (gedateerd) en volgens sommigen ook het afzweren van zijn adellijke titel en zijn hulp aan de pestlijders. In 1609  werden nog andere fresco’s in de serie afgewerkt en in 1610 schilderde hij de laatste in de reeks: De processie van paus Martinus V met het beeld van de heilige Rochus.
In 1608 schilderde hij in de Santo Spirito fresco’s met de HH. Dominicus, Catharina van Alexandrië, Bernardus en Catharina van Siena. Het jaar daarop schilderde hij in de San Sebastiano in Camollia van Siena een fresco met de heilige die een meisje geneest. Dit was een onderdeel van een cyclus gewijd aan het leven van de heilige Sebastiaan waaraan ook andere Sienese kunstenaars meewerkten zoals Pietro Sorri en Sebastiano Folli.
Ook de Prediking van Johannes de Doper in de San Giovannino in Pantaneto werd tussen 1609 en 1610 geschilderd. Dit werk is duidelijk gebaseerd op het gelijknamige werk dat Jacopo Chimenti maakte voor de kerk van San Niccolò Oltrarno in Florence.
Op een reis naar Rome in 1615 kwam hij in contact met het werk van Caravaggio en diens leerlingen en dat zou zijn latere werk zeer sterk beïnvloeden.
In de daaropvolgende jaren zien we een sterke toename van opdrachten in Siena, maar ook opdrachten uit onder meer Pisa, Florence, Lucca, Poggiolo bij Monteriggioni, Casole d'Elsa, Monticiano, Massa Marittima en Colle di Val d'Elsa. In zijn stijl zien we een overgang naar de meer volwassen fase, gekenmerkt door een meer geaccentueerd plasticisme, verminderde kleurcontrasten, diepere schaduwen en in het algemeen door een steeds meer aanleunen bij het naturalisme van Caravaggio. Vanaf 1615 wordt die evolutie steeds duidelijker en kan men spreken van een tweede stijlperiode in het werk van de schilder. Tussen het einde van het tweede decennium en de eerste jaren van het derde decennium creëerde Manetti een reeks werken die opvallen door hun compositorisch gezag, technisch meesterschap en stilistisch evenwicht.

## Werken
Bij zijn belangrijkste werken noemt men de Dood van de heilige Antonino Patrizi in de gelijknamige kerk in Monticiano, De vlucht naar Egypte in de San Pietro alle Scale te Siena en De heilige Antonius bevrijdt een bezeten vrouw in de San Domenico te Siena.
Hierbij een lijst van werken van Rutilio Manetti:
- Storie di santa Caterina, oktober 1597, raadszaal van het Palazzo pubblico
- Storie del vescovo Antonio Piccolomini, 1598
- Processiestandaard voor de kerk van San Giovannino in Pantaneto, 1599-1600
- Storie del Battista, 1599-1649, voor de kerk van San Giovannino in Pantaneto
- Battesimo di Cristo, 1639, San Giovannino in Pantaneto
- Martirio di san Lorenzo, 1602, Basilica di Santa Maria dei Servi, Siena
- Decapitazione di san Giacomo, 1604-1605, San Giacomo
- Decollazione di san Paolo, 1604-1605, Gallerie Nazionali d'Arte Antica di Palazzo Barberini, Rome
- Frescocyclus in het San Rocco-oratorium, Siena
- Fresco’s met de HH. Dominicus, Catharina van Alexandrië, Bernardus en Catharina van Siena, 1608, Santo Spirito
- San Sebastiano risana una fanciulla, fresco in de San Sebastiano in Camollia in Siena
- Pianta di Siena, 1609, Archivio di Stato di Siena
- Crocifissione, 1612, San Silvestro (Pisa), Pisa
- Beato Pietro Petroni, 1613, voor het kartuizerklooster van Florence
- Beato Stefano Maconi, 1614, voor het kartuizerklooster van Florence
- Santa Margherita risanata dagli angeli, 1615, voor het kartuizerklooster van Maggiano
- Storie di san Galgano, 1613, San Raimondo al Refugio, Siena
- Ritratto di Arturo Pannocchieschi, 1614, privécollectie
- Madonna e santi, 1614,  in Santa Maria Assunta in Poggiolo bij Monteriggioni.
- Immacolata con i ss. Giuda apostolo e Carlo Borromeo, 1614, duomo di Massa Marittima
- Visitazione, San Stefano, Siena
- Elia e l'angelo,  duomo di Pisa
- Beata Margherita e Gesù Cristo, ca. 1620, kartuizerklooster van Florence
- Crocifissione di san Giacomo, ca. 1620, afkomstig van het kartuizerklooster van Maggiano
- Riposo durante la fuga in Egitto, 1621, San Pietro alle Scale, Siena
- Maddalena penitente,1620-1630, privécollectie Siena
- Maddalena penitente, 1620-1630, privécollectie Florence
- Allegoria delle quattro Stagioni, 1620-1630, privécollectie Milaan
- Ruggero e Alcina, 1622-1623, gemaakt voor kardinaal Carlo de' Medici, Galleria Palatina, Florence
- Sofonisba e Massinissa, 1625, Uffizi, voordien in de Villa Imperiale van de Medici
- Loth e le figlie, 1622-1627, Galleria nazionale d'arte antica di Palazzo Corsini, Rome
- Loth e le figlie, 1622-1627, Museo de bellas artes, Valencia
- i Suonatori e giocatori di carte, 1622-1627, verzameling Chigi Saracini, Siena
- San Tommaso di Villanova che distribuisce elemosine, 1624, Santo Spirito, Florence
- Ritratto di Pier Maria Romolo Saracini a figura intera, 1624,  verzameling Chigi Saracini, Siena
- Natività della Vergine, 1625, Santa Maria dei Servi, Siena
- Een kopie op paneel van het 13-eeuwe kruis dat het medium was via het welke de heilige Catharina van Siena de stigmata ontving, 1625, in opdracht van de Compagnia senese di S. Caterina als geschenk voor hun Romeinse collega’s.
- San Alessandro I papa liberato da un angelo dal carcere, 1626, S. Giovanni Battista a Sant'Ansano in Greti, presso Vinci.
- il Miracolo della fondazione di S. Maria Maggiore, 1626, Santa Maria degli Angeli, Siena
- il Martirio di santa Caterina d'Alessandria, 1627, San Stefano a Empoli.
- San Antonio abate libera un'indemoniata, 1628, San Domenico, Siena
- l'Estasi di san Gerolamo 1628, Monte dei Paschi di Siena
- Morte del beato Antonio Patrizi, ca. 1628, altaarstuk voor de San Agostino in Monticiano
- La Sacra Famiglia, ca. 1628, Pinacoteca comunale van Faenza.
- l'Immacolata con David e Isaia, 1629, San Niccolò degli Alienati
- Messa di san Cerbone, 1630, basiliek van Santa Maria in Provenzano, Siena
- Tentazioni di san Antonio,1630,San Agostino, Siena
- Resurrezione di Cristo, 1631, San Niccolò in Sasso, Siena
- l'Assunzione di Maria, 1632, San Mercuriale, Forlì
- Miracolo del beato Gioacchino Piccolomini Santa Maria dei Servi, Siena
- la Fuga in Egitto, 1634, Pinacoteca comunale di Gubbio
- La Natività di Gesù, 1635, dom van Colle Val d'Elsa, nu in het lokale Museo civico
- Circoncisione, 1636, San Romano, Lucca
- Trionfo di David, 1637,  Museo di Palazzo Guinigi, Lucca
- Apoteosi di santa Caterina, 1638, chiese del Crocifisso, Siena
- Loth e le figlie, 1630-1639, privécollectie, Siena
- S. Agostino tentato dal diavolo,  chiesa degli osservanti a Grosseto, nu in de San Agostino, Siena
- i Giocatori di dama, 1630-1639, verzameling Chigi Saracini, Siena
- Sonata da camera, 1630-1639, verzameling Chigi Saracini, Siena

- Biblioteca Nacional de España: XX4875362
- Bibliothèque nationale de France: cb180694374 (data)
- Gemeinsame Normdatei: 118989863
- International Standard Name Identifier: 0000 0000 6631 2593
- KulturNav: 8d15b2d2-dfa9-4e4f-8e92-572ecf90a0fd
- Library of Congress Control Number: n86019132
- Nationale Bibliotheek van Israël: 987007507945905171
- Nederlandse Thesaurus van Auteursnamen: 070724105
- RKD-Nederlands Instituut voor Kunstgeschiedenis: 52304
- Istituto Centrale per il Catalogo Unico: SBLV088412
- Système universitaire de documentation: 148085571
- Union List of Artist Names: 500029527
- Virtual International Authority File: 42638181
- WorldCat: E39PBJqbkmJgdMwbRHjMqYvJXd